# Кандидо, Эрнани Мауро
Эрнани (Нани) Мауро Коста Кандидо, либо просто Эрнани Кандидо (порт. Ernani Mauro Costa Cândido; 18 октября 1986, Барбасена, штат Минас-Жерайс) — бразильский футболист, выступавший на различных позициях от защиты до нападения.

## Биография
Эрнани Кандидо родился в штате Минас-Жерайс, и является воспитанником одного из сильнейших клубов региона и всей Бразилии — «Крузейро». В 2006 году, ещё будучи игроком молодёжки «лис», был отдан в аренду в «Формигу». В 2008 году вновь отдавался в аренду в команду «Гуарани» из Дивинополиса. За взрослую команду «Крузейро» не сыграл ни одного матча. После завершения контракта с «Крузейро» в 2009 году играл за «Гуарани» уже с полноценным контрактом.
В 2010 году играл только на уровне чемпионата штата Сан-Паулу в составе «Рио-Бранко» (Американа). В 2011 году вернулся в родной Минас-Жерайс, где в составе «Итауны» играл во II «модуле» (второй по уровню дивизион) Лиги Минейро, а также в Кубке штата Минас-Жерайс.
Несмотря на скромные спортивные результаты, в 2012 году, Нани получил приглашение от одного из сильнейших монгольских клубов, «Эрчима». В этой команде бразилец выступал на позиции центрального нападающего, играя весьма успешно. В 2012 и 2013 годах помог своей команде дважды подряд выиграть чемпионат Монголии.
Последней известной командой Нани стала «Эстрела-ду-Норти» в 2014 году.

## Достижения
- Чемпион Монголии (2): 2012, 2013
- Обладатель Суперкубка Монголии (2): 2012, 2013